# Gebr. Grebenstein

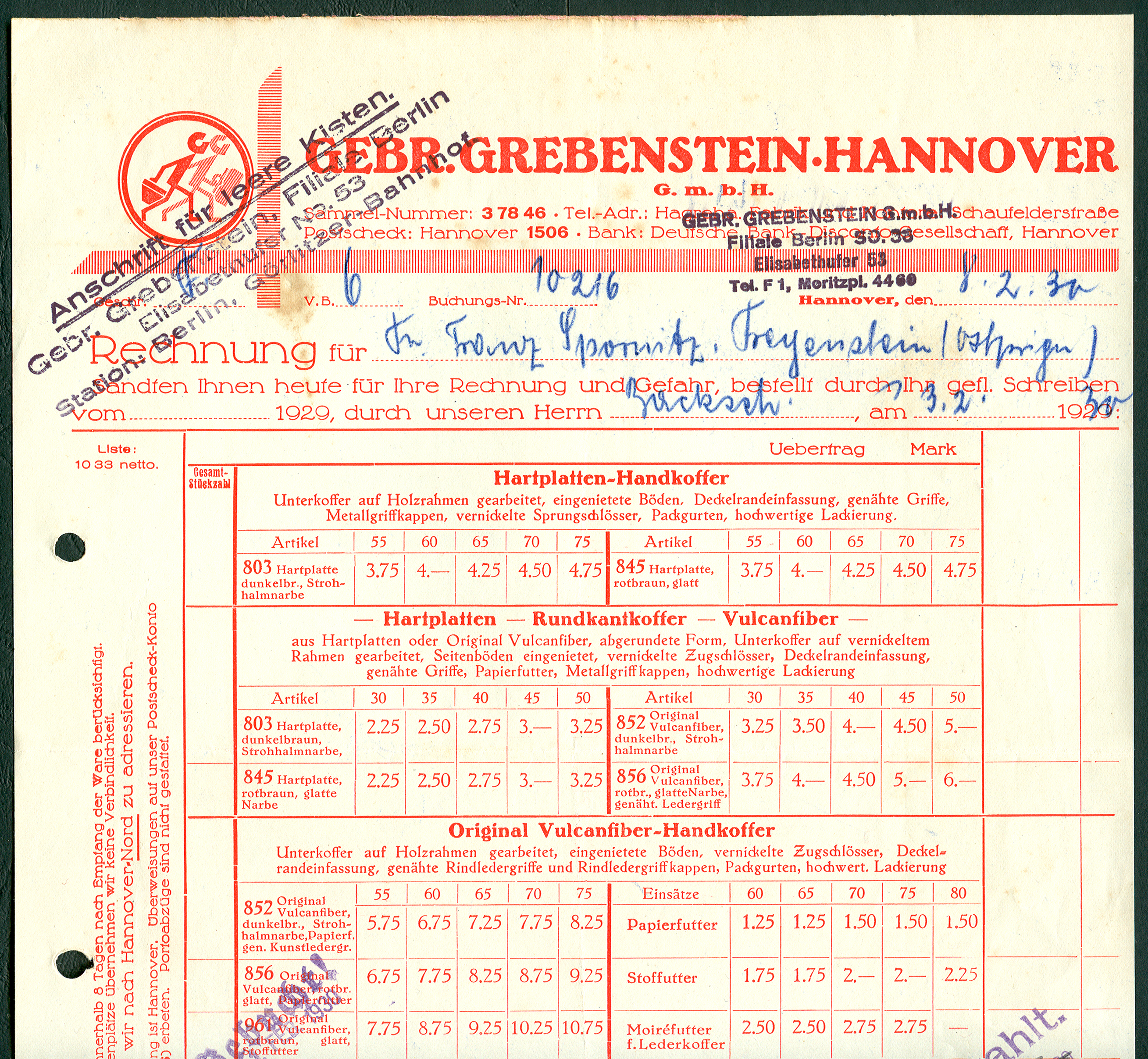
Handschriftlich datierter Rechnungs-Vordruck von 1930 (Ausschnitt) mit Stempel-Zudruck der Filiale in Berlin am Elisabethufer, Station Görlitzer Bahnhof, und dem Berliner Büro am Moritzplatz;
im Briefkopf das aus den beiden Gs als Marke stilisierte Piktogramm von Hans Günther Reinstein; Druck der Buchdruckerei Willy Hahn, 1929

Die Gebr. Grebenstein GmbH (GG) in Hannover und Empelde war im 20. Jahrhundert einer der führenden Produzenten modischer Koffer in Deutschland.

## Geschichte
Die in den ersten Jahren der Weimarer Republik um 1922 gegründete und nach den Gebrüdern Grebenstein benannte Fabrik hatte sich früh zunächst auf die Herstellung von leichten und widerstandsfähigen Koffern aus Vulkanfiber und Leder spezialisiert. Rechtsform der Gesellschaft, die im Handelsregister des Amtsgerichts Hannover unter der Nummer HRB 3740 eingetragen war, war die GmbH. Erster Standort der Firma war die Schaufelder Straße im hannoverschen Stadtteil Nordstadt.

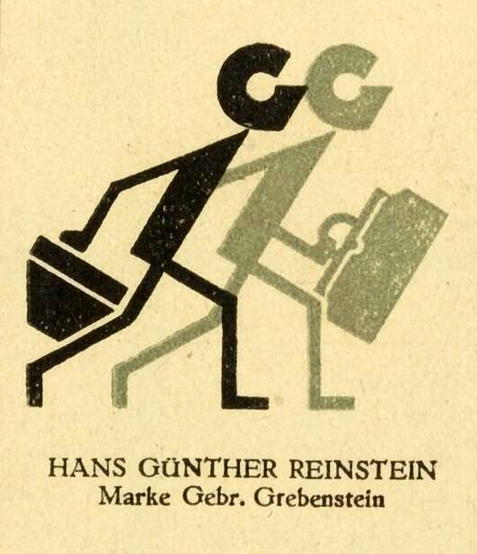
Aus zwei Buchstaben G entwickeltes Piktogramm mit Koffern als Markenzeichen der Gebrüder Grebenstein;
Ausschnitt aus der Sondernummer Hannoverheft der Zeitschrift Die Reklame vom Juli 1923;
Entwurf: Hans Günther Reinstein

Spätestens im Jahr des Höhepunktes der Deutschen Hyperinflation entwarf der Werbe- und Plakatkünstler Hans Günther Reinstein das Markenzeichen der Gebrüder Grebenstein: Aus den beiden Großbuchstaben G als Köpfe stilisierte der Graphiker bereits 1923 die Piktogramme zweier parallel nebeneinander eilender Herren mit verschiedenen Koffern in der Hand.
Trotz dieser modernen (Werbe-)Ästhetik aus der Anfangszeit stand bei der Herstellung der reine Gebrauchswert der Koffer noch mehr als zwei Jahrzehnte vor modischen Erwägungen im Vordergrund.
Spätestens 1930 unterhielt das Unternehmen eine Filiale in Berlin, in der sie als Anschrift für die Entgegennahme „leerer Kisten“ die Adresse „Elisabethufer No. 53“ und die Station Görlitzer Bahnhof angab, während sich die Telefonnummer auf den Berliner Moritzplatz bezog.
Zur Zeit des Nationalsozialismus und mitten im Zweiten Weltkrieg wurde die Kofferfabrik zu einem Teil der Rüstungsindustrie umfunktioniert. So musste die Gebr. Grebenstein GmbH auf Befehl des Generalluftzeugmeisters im Jahr 1944 „Kleinteile für Betriebsstoffbehälter“ für die deutsche Luftwaffe herstellen.
Nach der Währungsreform 1948 in Westdeutschland wurde die zivile Produktion wieder aufgenommen. Nachdem Gewebe aus Cord für die Kofferherstellung eingeführt wurde und nachdem die täuschend echt gefertigte Imitation dieses Gewebes die Massenproduktion verbilligte, stieg die Nachfrage der Konsumenten nach den praktischen Reisebegleitern. Dennoch wurde erst in den 1950er Jahren ein erstes eigenes „Design“ für die Koffer entwickelt, das in zweifarbiger Ausführung und mit abgesetzten Linien den früheren Einheitskoffern etwas entgegensetzte. Bis etwa 1955 standen so bereits rund 80 modische Varianten im Portfolio des Kofferfabrikanten als dem seinerzeit führenden Hersteller für Koffermode in Westdeutschland.

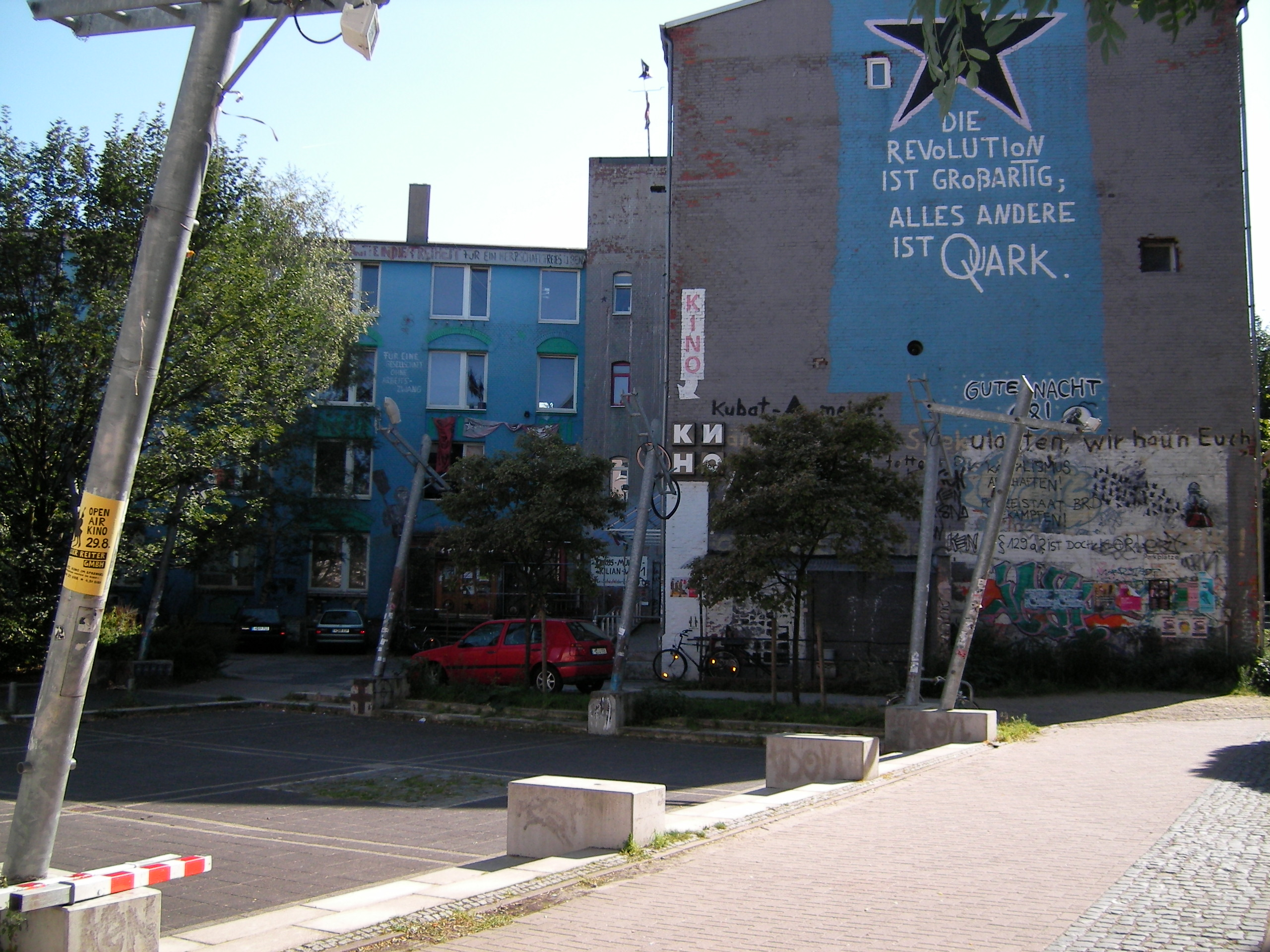
Blick um 2008 über den Hof der ehemaligen Kofferfabrik als Teil des heutigen sogenannten Sprengel-Geländes in der Nordstadt von Hannover

1950 hatte die Kofferfabrik Grebenstein Standorte in Springe und 1952 in Empelde, bevor die Firma Ende der 1960er Jahre im Handelsregister gelöscht wurde.

## Patente
Die Kofferfabrik Gebr. Grebenstein meldete folgende Patente und Gebrauchsmuster an:
- 1936: Einsatz-Platte für Handkoffer[9]
- 1950: Kofferecke[10]
- 1958: Werkzeug zum Tiefziehen von Kofferbehältern[11]

## Archivalien
Archivalien von und über die Kofferfabrik Gebrüder Grebenstein finden sich beispielsweise
- als Akte aus dem Jahr 1952 aus Empelde im Niedersächsischen Landesarchiv (Standort Hannover), Archivsignatur NLA HA Nds. 300 Acc. 80/91 Nr. 348, Organisations- und Aktenzeichen 01152[8]
- unter dem Titel Übergebene Schreiben an GL/C-B 7 als Akte im Bundesarchiv-Militärarchiv, Bestand RL 3, Generalluftzeugmeister ...[6]